# 曹廷隱
曹廷隐，五代十国后唐官员，魏州人。
曹廷隐为魏州典谒虞候。贺德伦派他到晋阳迎李存勖，李存勖得到魏州，擢升曹廷隐为马步都虞候，因他称职，从此官运亨通。天成初年，担任齐州防御使。到任严整法度，有清白的美誉。孔目吏范弼为人刚愎自用，蔑视曹廷隐。范弼监管军用仓库，卖空仓骗取钱财；又私卖官盐，曹廷隐追究他，上奏其事。范弼家人上诉执政，下御史府弹劾他。范弼虽然伏法，曹廷隐也因所奏不实，流放永州，皇帝下敕赐自尽，时人以他为冤。